# Meseta de Avron

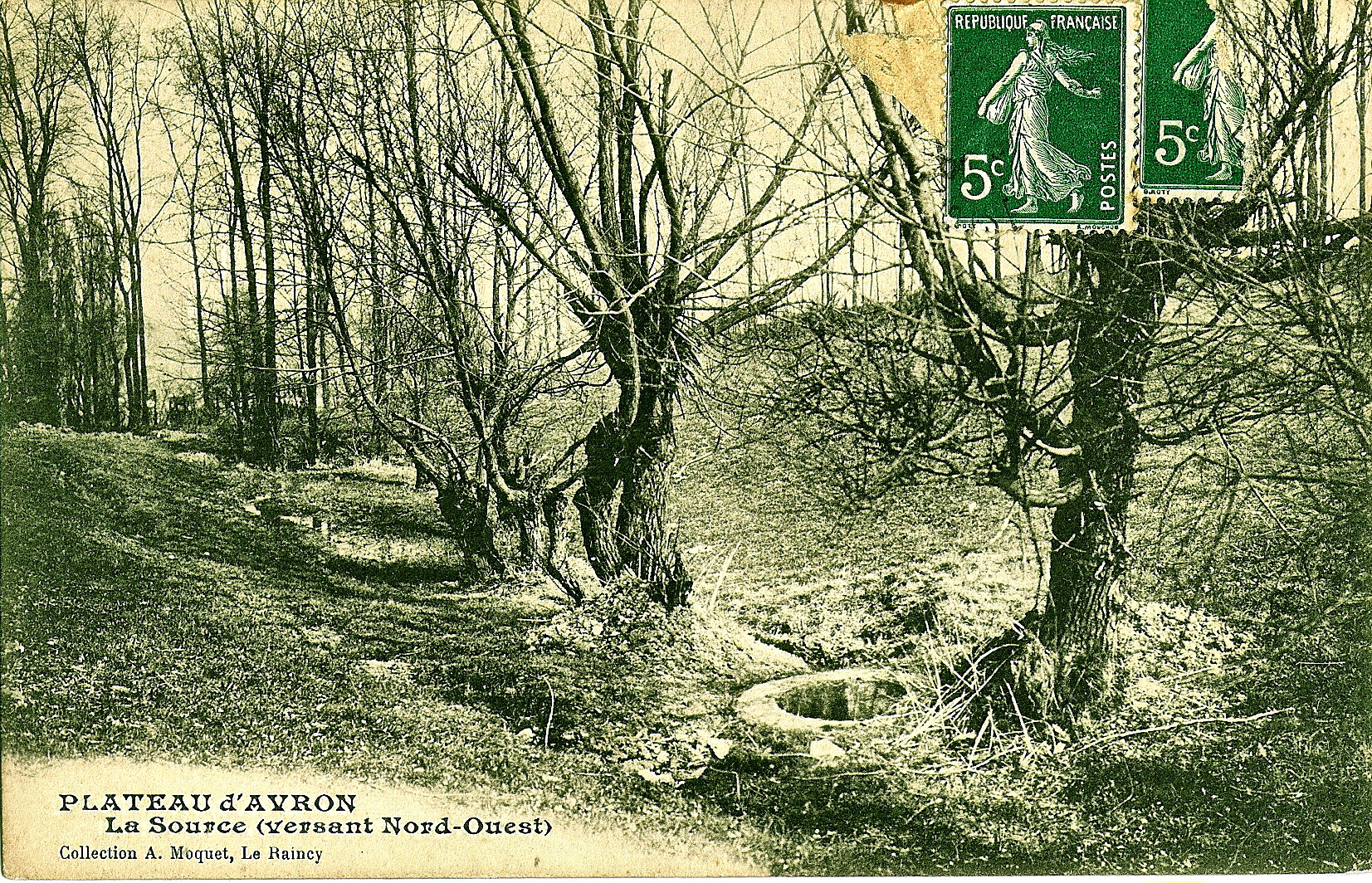
Meseta de Avron

La meseta de Avron es una altiplanicie de Francia, situada sobre el territorio de las comunas de Rosny-sous-Bois, Villemomble y Neuilly-Plaisance.  Allí se encuentran varias canteras de yeso; las yeserías de Avron han tenido una actividad importante desde el siglo XVIII hasta comienzos del XX.
El proyecto de la carretera A103 pasa por la meseta lo que provoca desde 1970 la oposición de los habitantes. El acondicionamiento de un parque de 27 hectáreas está en curso. Por otra parte, la meseta ha sido clasificado entre los sitios Natura 2000 del departamento.
- Datos: Q1945381
- Multimedia: Plateau d'Avron / Q1945381